# Alex Smith (politician)
Alex Smith este un om politic britanic, membru al Parlamentului European în perioada 1989-1994 din partea Marii Britanii.
1. ↑  United Kingdom Election Results, accesat în 7 decembrie 2015